# Elias Hedrén
August Elias Hedrén, född 11 juli 1878 i Västerås, Västmanlands län, död 1961 i 22 mars Limhamns församling, Malmö
, var en svensk väg- och vattenbyggnadsingenjör.
Efter avgångsexamen från Kungliga Tekniska högskolan i Stockholm 1903 var Hedrén posthavande ingenjör vid grundvattenundersökningar i Västerås, verkmästare vid olika byggnadsföretag i Stockholm 1903–05, ritare på arkitektkontor i Stockholm 1905–06, assistent vid gas-, vatten-, avlopps- och elektricitetsverken i Kristianstad 1906–09 och distributionsingenjör vid gasverket i Malmö 1909–43.